# Ästad vingård

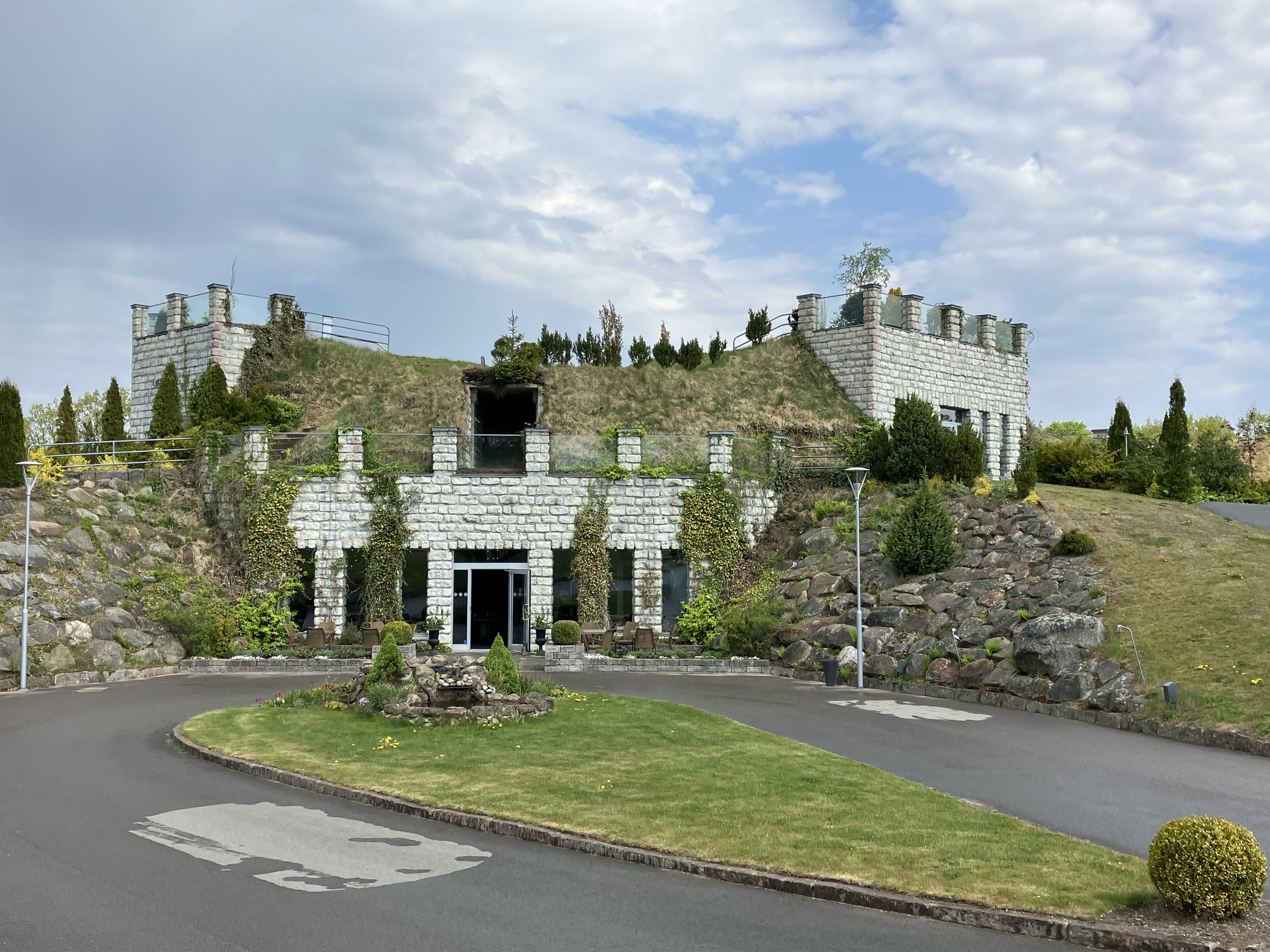
Anläggningens huvudbyggnad

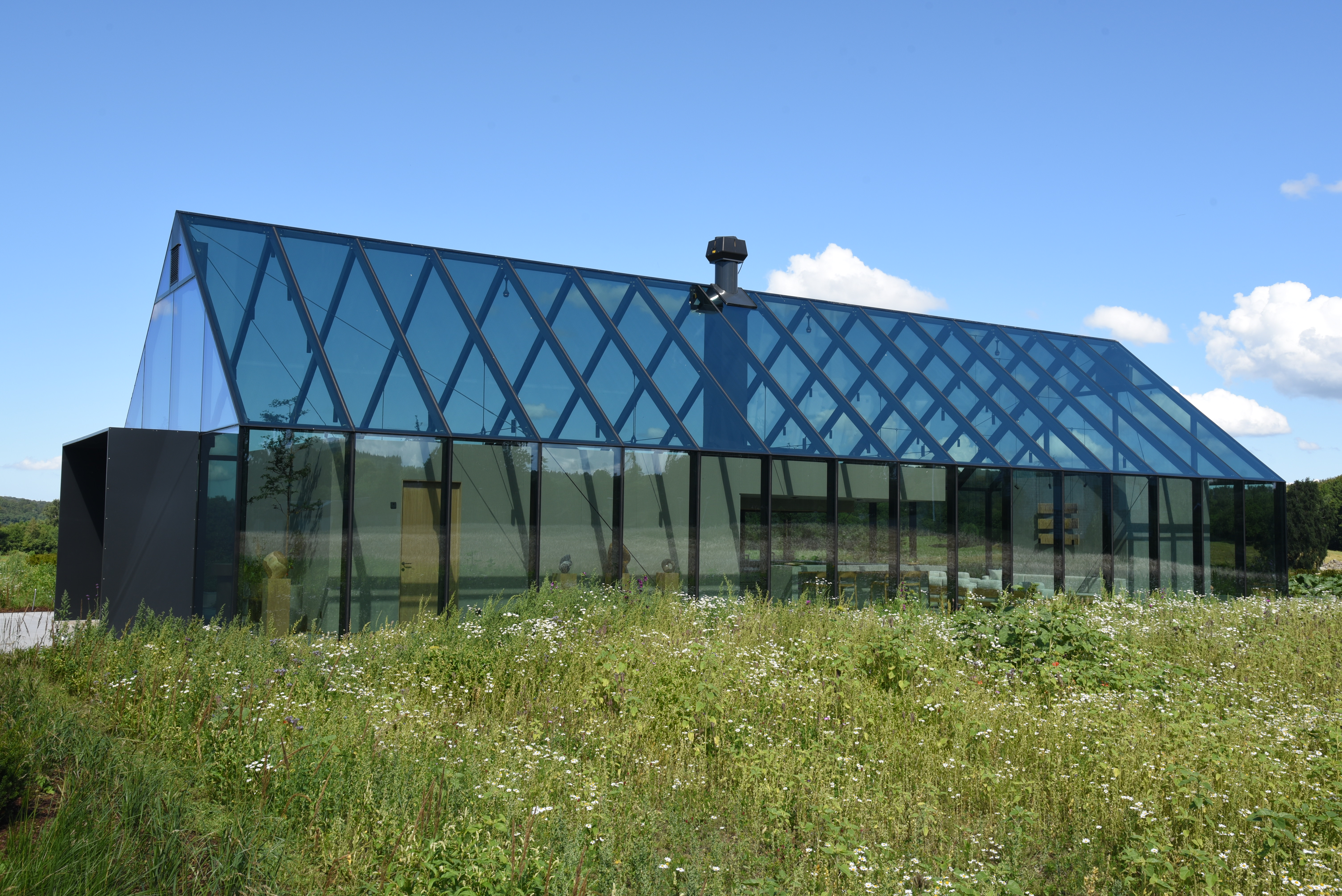
Restaurang Äng.

Ästad vingård är en vingård i Sibbarps socken, Hallands län, Sverige. Förutom vinodling finns även konferensanläggning, hotell, spa och restaurang.
Restaurangen ÄNG kom till hösten 2018 och leds av Filip Gemzell. Den rymmer ett 30-tal gäster vilka serveras en nynordisk avsmakningsmeny med fokus på lokala råvaror från det halländska landskapet. Den har en stjärna i Michelinguiden sedan 2021 .